# Francisco Balagtas
 (septembre 2016).
Si vous disposez d'ouvrages ou d'articles de référence ou si vous connaissez des sites web de qualité traitant du thème abordé ici, merci de compléter l'article en donnant les références utiles à sa vérifiabilité et en les liant à la section « Notes et références ».
Francisco Balagtas, de son vrai nom Francisco Baltazar, né le 2 avril 1788 à Bigaa (Philippines) et mort le 20 février 1862, est considéré comme l'un des grands poètes philippins. Son œuvre la plus connue est Florante at Laura (Florante et Laura). Il a écrit dans sa langue maternelle, le tagalog, à une époque où la majorité de la littérature était écrite en espagnol. Quelques écoles de la pensée croient que ses poèmes représentent les injustices que les habitants indigènes de l'archipel ont souffert sous les colonisateurs espagnols.

## Biographie
Il est né dans une petite ville appelée Bigaa (actuellement Balagtas), dans la province de Bulacain (près de Manille). Il était le plus jeune des quatre fils Juan Baltazar, forgeron, et de Juana de la Croix. Filipe, Coquille et Nicholasa sont ses frères. Sa tante Madame Trining l'a parrainé, appliquée par sa diligence. Il a étudié à l'université de San Juan Letrán et à l'université de San José, à Manille, sous la tutelle du père Mariano Pilapil. Il a étudié le droit, l'espagnol, le latin, la physique, la doctrine chrétienne, les humanités et la philosophie.